# Auktionsverk
Auktionsverk, auktionshus, auktionskammare, auktionsbyrå eller auktionsfirma kallas de företag som bedriver traditionella slagauktioner, även om alltfler företag i dag[när?] övergår till nätbaserad eller devis nätbaserad budgivning. På auktionsverken arbetar intendenter, värderingsexperter, assistenter, fotografer och administrativ personal. Intendenterna har ofta särskilda expertområden med ansvar för till exempel modernt eller klassiskt måleri, smycken, silver samt modernt eller klassiskt konsthantverk och möbler. Det finns även snävare nischer som leksaker, vintage och klockor. För att arbeta som intendent krävs inte sällan att personen är utbildad till konstvetare eller föremålsantikvarie.
Exempel på auktionsföretag är Uppsala Auktionskammare, Stockholms Auktionsverk, Bukowskis och Sotheby's.